# Straßenbahn Mönchengladbach

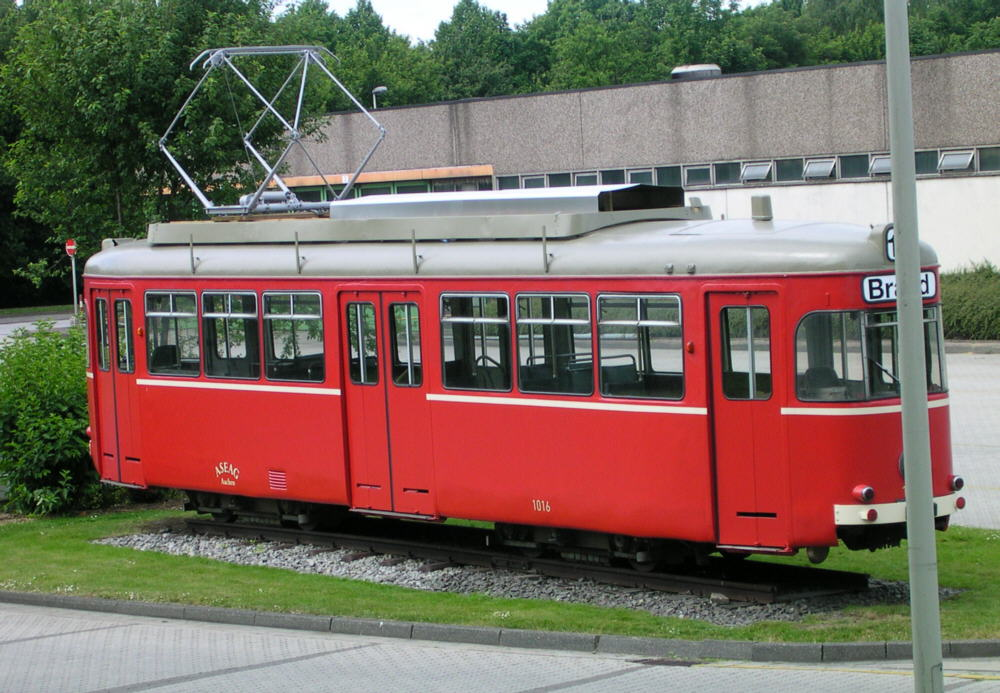
Ehemaliger Mönchengladbacher Wagen 26 als Denkmal auf dem ASEAG-Betriebshof in Aachen. 2014 kehrte er durch private Initiative nach Mönchengladbach zurück und soll aufbereitet werden.

Die Straßenbahn Mönchengladbach entstand aus einer seit 1881 als Verbindung zwischen Mönchengladbach (damals noch Gladbach) und Rheydt betriebenen Pferdebahn. Ab 1900 wurde das Netz elektrifiziert und ausgebaut. 1901 wurde der Betrieb zwischen den damaligen Städten München-Gladbach und Rheydt aufgeteilt. Abgesehen von einer kurzen Phase zwischen 1929 und 1933 blieben die beiden Betriebe bis zu ihrer Stilllegung getrennt. Die letzte Strecke der zuletzt durch die Stadtwerke Mönchengladbach betriebenen Straßenbahn wurde 1969 eingestellt, die Rheydter Straßenbahn beendete ihren Betrieb bereits zehn Jahre früher.

## Pferdebahn
Erste Bestrebungen der beiden Städte Gladbach und Rheydt, eine Verbindung zwischen ihnen zu schaffen, gehen auf das Jahr 1876 zurück. In diesem Jahr beschlossen die Räte beider Städte den Bau einer Pferdebahn. Eine ursprünglich erwogene Dampfstraßenbahn lehnte man nach zahlreichen Besichtigungen vorhandener Bahnen ab. Am 10. Februar 1881 erhielt der Berliner Bankier Ludwig Lübke von der Stadt Gladbach eine Konzession zum Bau einer Verbindung. Die Stadt Rheydt stimmte dieser ebenfalls zu. Am 17. Juni begannen die Bauarbeiten in Gladbach und am 8. Juli in Rheydt. Die ersten Fahrten wurden ab 28. Juli durchgeführt. Offizieller Start war der 10. August 1881. Geplant war die Eröffnung allerdings schon für den 2. August. Da sich die beiden Städte aber nicht über einen Tarif einigen konnten, musste erst die Bezirksregierung zwischen beiden vermitteln und einen Kompromiss finden. Die Strecke war insgesamt 5,2 Kilometer lang, begann in Rheydt an der Kreuzung Odenkirchener Straße/Limitenstraße und führte durch die Odenkirchener Straße, den Marienplatz, die Friedrich-Ebert-Straße, die Rheydter Straße, die Dessauer Straße, die Viktoriastraße, den Berliner Platz, die Lüpertzender Straße, den heutigen Bismarckplatz, die Bismarckstraße, die Hindenburgstraße, den Alten Markt und die Sandradstraße bis zur Aachener Straße in Gladbach.
Die Strecke wurde mit insgesamt 14 Wagen und 50 Pferden betrieben, die sich in einem Depot in der heutigen Rheydter Straße 317 befanden. Gefahren wurde an Werktagen zwischen 7:20 Uhr bis 20:00 Uhr und an Wochenenden bis 22:00 Uhr. Der Tarif lag bei 10, 15 und 20 Pfennig. Um diesen Takt auf der eingleisigen Strecke in Regelspur zu ermöglichen, gab es zahlreiche Ausweichstellen. An Kreuzungen war die Geschwindigkeit auf 5 km/h beschränkt, auf freier Strecke waren 12 km/h erlaubt.
Bis 1882 betrieb Ludwig Lübke die Bahn auf eigene Rechnung, dann veräußerte er sie an die Deutsche Lokal- und Straßenbahngesellschaft aus Dortmund. Die beiden Orte weigerten sich allerdings, die Konzession an die Gesellschaft zu übertragen und somit verblieb Ludwig Lübke als Ansprechpartner. Als dieser am 10. Februar 1883 verstarb, vererbte er die Konzession an seine Frau und Kinder, über die nun die Verbindung zwischen der Gesellschaft und den Städten lief. Bis zum 2. Juli 1894 ging die Konzession an die Allgemeinen Lokal- und Straßenbahngesellschaft, wie die Deutsche Lokal- und Straßenbahngesellschaft nun hieß. Mit der Konzession war auch die Erneuerung des Streckennetzes und die Elektrifizierung bis zum 1. Oktober 1898 verbunden.
Im Jahr 1897 erwarben allerdings die beiden Städte die Bahn. München-Gladbach zahlte 228.000 Goldmark und Rheydt 116.000 Goldmark. Die beiden Städte betrieben die Bahn bis zu ihrer vollständigen Elektrifizierung gemeinsam und teilten sich die Kosten und Einnahmen im Verhältnis 2:1. Der Vorstand der Bahn war allerdings paritätisch besetzt. Er umfasste beide Oberbürgermeister und jeweils fünf Stadträte.

## Elektrische Straßenbahn

### Elektrifizierung und Netzausbau
Zwecks Elektrifizierung der Pferdebahn schlossen die beiden Städte am 7. Februar 1899 mit den beiden Firmen Max Schorch & Cie. (heute Deutsche Continental Gasgesellschaft) aus Mönchengladbach und Siemens & Halske Verträge ab, die auch die Einrichtung zweier Elektrizitätswerke beinhalteten. Die Bauarbeiten für die Kraftwerke begannen am 16. März 1899 und waren am 10. November 1899 in Rheydt und am 1. Mai 1900 in München-Gladbach abgeschlossen.
Gleichzeitig plante man das Netz zu erweitern und schrieb folgende Strecken aus:
| Stadt            | Strecke                                                   | Länge in km |
| ---------------- | --------------------------------------------------------- | ----------- |
| München-Gladbach | Alter Markt – Hardt                                       | 6,76        |
|                  | Hardt – Waldniel                                          | 5,50        |
|                  | Lürrip – Bahnhofstraße – Krefelder Straße                 | 2,60        |
|                  | Alter Markt – Viersener Straße                            | 0,30        |
|                  | Markt – Regentenstraße – Eicken – Hoven – Kloster Neuwerk | 5,10        |
|                  | Rundstrecke                                               | 3,15        |
| Rheydt           | Marienplatz – Bahnhof Rheydt                              |             |
|                  | Marienplatz – Mülfort – Odenkirchen                       |             |
|                  | Morr – Marienplatz – Geneicken – Giesenkirchen            |             |

Nach Verhandlungen mit der Firma Siemens kam man zur Überzeugung, dass die geplanten Strecken nicht rentabel zu betreiben seien. Da man einen Mischbetrieb mit elektrischen Straßenbahnen auf der einen und dampf- oder akkumulatorbetriebenen Bahnen auf der anderen Seite nicht für sinnvoll erachtete, entschied man sich für eine Reduzierung der Planungen. Übrig blieben die Strecken zwischen den beiden Orten beginnend in Hardt über Waldhausen, Alter Markt, Wallstraße, Regentenstraße, Bahnhofstraße, Lüpertzender Straße, Rheydter Straße, Rheydt, Mülfort nach Odenkirchen und die Strecke von der Viersener Straße über den Markt, die Krefelder Straße nach Eicken in Mönchengladbach und die Strecke von Geneicken über die Stresemannstraße nach Morr in Rheydt.
Am 13. Juni 1899 begann die Firma Siemens mit den Arbeiten zur Erweiterung des Netzes. Parallel dazu begann man das bis dahin regelspurige Pferdebahnnetz auf Meterspur umzubauen, was erhebliche Nachteile für die Kunden mit sich brachte. Durch die Umspurung erhoffte man sich eine weitere Verbesserung des Wirtschaftlichkeit. Es wurden 1900 folgende Strecken eröffnet:
| Eröffnungsdatum | Ort                     | Strecke                                                   | Streckenlänge |
| --------------- | ----------------------- | --------------------------------------------------------- | ------------- |
| 1. Mai 1900     | München-Gladbach        | Krefelder Straße – Eickener Straße                        | 0,77 km       |
| 3. Juni 1900    | München-Gladbach        | Alter Markt – Aachener Straße – Brückenstraße             | 1,59 km       |
| 3. Juni 1900    | München-Gladbach        | Dahlener Straße – Barbarossastraße                        | 0,19 km       |
| 3. Juni 1900    | Rheydt                  | Mülfort – Odenkirchen                                     | 2,70 km       |
| 17. Juni 1900   | Rheydt/München-Gladbach | Odenkirchen – Mönchengladbach Hauptbahnhof                |               |
| 7. Juli 1900    | Rheydt                  | Dahlener Straße – Stresemannstraße – Bahnhof Geneicken    | 2,60 km       |
| 1. Aug. 1900    | Rheydt                  | Friedrich-Wilhelm-Straße – Bahnhofstraße – Bahnhof Rheydt | 0,28 km       |
| 18. Aug. 1900   | Rheydt                  | Bahnhof Geneicken – Damaschkestraße                       | 2,60 km       |
| 6. Nov. 1900    | München-Gladbach        | Waldhausen – Hardt                                        |               |

Am 1. Oktober 1901 wurde dann der gemeinsame Betrieb durch die Stadt München-Gladbach gekündigt und die beiden Gemeinden betrieben die auf ihrem Gebiet liegenden Bahnen in Eigenregie. Folgende, farbig gekennzeichneten Linien wurden zum 30. September 1901 eingerichtet und gemeinsam betrieben:
| Linie                                                                    |
| ------------------------------------------------------------------------ |
| M. Gladbach Bahnhof – Rheydt – Odenkirchen                               |
| M. Gladbach Bahnhof – Rheydt                                             |
| Elektrizitätswerk – Krefelder Straße – Markt – Barbarossaplatz           |
| Eickener Straße – Schwogenstraße – Krefelder Straße – Markt – Waldhausen |

### Straßenbahn München-Gladbach 1900–1928
Nach der Trennung verkehrten neben den gemeinsamen folgende Linien nur auf dem Stadtgebiet von München-Gladbach:
| Linie                                   |
| --------------------------------------- |
| Elektrizitätswerk – Markt – Volksgarten |
| Eicken – Waldhausen – Hardt             |

Am 1. Februar 1901 führte man probeweise Gepäckbeförderung auf der Strecke nach Hardt ein. Da diese von den Kunden kaum genutzt wurde, stellte man den Service kurze Zeit später wieder ein. Die gleichzeitig aufgenommene Beförderung von Postsendungen auf der Strecke nach Hardt hielt sich hingegen bis 1929. Nachdem die Bautätigkeit rund eineinhalb Jahre geruht hatte, wurden 1902 wieder neue Strecken eröffnet:
| Eröffnungsdatum | Strecke                                                                                         | Länge   |
| --------------- | ----------------------------------------------------------------------------------------------- | ------- |
| 22. Juli 1902   | Rheydter Straße – Hofstraße – Hardterbroich – Erzbergerstraße – Volksgartenstraße – Volksgarten | 2,40 km |
| 27. Okt. 1902   | Aachener Straße – Geroplatz – Rheydter Straße                                                   | 1,65 km |
| 7. Dez. 1903    | Bahnhof – Kaiser-Friedrich-Halle                                                                | 0,58 km |
| 19. Sep. 1905   | Eickener Straße – Schwogenstraße – Konzenstraße                                                 | 0,39 km |
| 27. Feb. 1908   | Hardt – Burgwaldniel                                                                            | 5,15 km |
| 24. Okt. 1909   | Dahlener Straße – Hittastraße – Rheindahlener Straße – Fürsorgeheim                             | 3,45 km |
| 27. Nov. 1909   | Fürsorgeheim – Rheindahlen                                                                      | 3,15 km |

Somit hatte man bis 1910 ein Netz errichtet, das sechs Linien umfasste, von denen zwei zusammen mit der Stadt Rheydt betrieben wurden. Am 14. Mai 1910 schloss man eine bestehende Lücke im Netz, indem man durch die Erzbergerstraße Gleise zwischen dem Königsplatz und der Volksgartenstraße verlegte. Diese Strecke wurde von der gelben Linie befahren, die nun als Ringlinie durch die Stadt verkehrte.
Zu dieser Zeit kamen schon erste Ideen auf, in der Region Rhein-Ruhr ein Netz von Schnellbahnstrecken zu errichten. Geplant waren Verbindungen von München-Gladbach nach Düsseldorf und nach Köln. Die geplante Konzession wurde allerdings nicht erteilt, da das zuständige Ministerium auf Drängen der Preußischen Staatseisenbahn, die eine Konkurrenz befürchtete, diese ablehnte. Stattdessen wurden zwei Verbindungen nach Lürrip und Neuwerk ausgeführt. Beide wurden am 15. August 1910 eröffnet und waren 1,68 Kilometer (nach Lürrip) und 3,76 Kilometer (zur Niersbrücke) lang.
Ab dem 28. Oktober 1913 bekamen die bisher mit Farben gekennzeichneten Linien zusätzlich Nummern.
| Linie | Strecke                              | Farbe   |
| ----- | ------------------------------------ | ------- |
| 1     | Kaiser-Friedrich-Halle – Odenkirchen | weiß    |
| 2     | Kaiser-Friedrich-Halle – Rheydt      | grün    |
| 3     | Eicken – Waldniel                    | rot     |
| 5     | Rundbahn                             | gelb    |
| 7     | Neersen – Rheindahlen                | violett |
| 9     | Lürrip – Viersen – Süchteln          | blau    |
| 11    | Viersen – Dülken                     | weiß    |

Mit Beginn des Ersten Weltkrieges bekam auch die Straßenbahn in München-Gladbach die Einschränkungen zu spüren. Es wurde männliches Personal abgezogen, das durch Frauen ersetzt werden musste, und es kamen Aufgaben für den Transport von Waren hinzu. Im Laufe des Krieges wurden zwei Anschlüsse an die Gleise der Staatsbahn in Speick und in der Krefelder Straße hergestellt. Bis zur Besetzung durch belgische Truppen 1919 hatte man sechs Unternehmen mit Gleisanschlüssen versehen und hierzu zwölf Güterwagen sowie drei Rollwagen beschafft.
Infolge der Besetzung und der Erbringung der Reparationsleistung durch Kohlelieferungen kam es immer mehr zu Engpässen in der Stromerzeugung. So musste 1919 die Ringlinie und 1920 mehrere Linien in die Vororte eingestellt werden. Um die Versorgung des Kraftwerkes mit Kohle zu sichern, stellte man eine 3,4 Kilometer lange Gleisverbindung von Schiefbahn in Richtung Neuwerk her. Nachdem man diese Strecke am 13. Juni 1919 elektrifiziert hatte, konnte auf ihr auch Personenverkehr durchgeführt werden. Da die Reichsbahn die Querung ihrer Gleise untersagt hatte, mussten die Fahrgäste am Bahnübergang in einen Pendelzug in Richtung Krefeld umsteigen. Da dieser durch die Mönchengladbacher Straßenbahn betrieben wurde, kam es dann in Schiefbahn zu einem weiteren Umsteigevorgang in eine Linie der Straßenbahn Krefeld. Erst ab dem 4. März 1923 konnte die Strecke durchgehend befahren werden. Da die Reichsbahn unter Repressalien der belgischen Besatzung zu leiden hatte, die sich negativ auf ihren Zugverkehr und die Fahrgastzahlen auswirkte, verbot sie vom 20. Oktober 1923 an wieder die Querung ihrer Gleise, da die Fahrgäste vermehrt auf die Straßenbahn auswichen. Nach dem Ende des Verbotes am 25. Januar 1925 beschlossen beide Verkehrsbetriebe eine durchgehende Linie einzurichten, die beide Unternehmen betrieben.
Trotz der Einschränkungen durch die Kriegsfolgen arbeitete man weiter an großen Plänen. So plante die Straßenbahn München-Gladbach zusammen mit der Straßenbahn Aachen eine Strecke von Aachen über Alsdorf, Würselen, Linnich, Lövenich, Erkelenz und Rheindahlen nach München-Gladbach zu realisieren. Da Materialknappheit die Umsetzung verzögerte, etablierte sich dort eine Omnibuslinie, die später den Bau der Strecke verhinderte.
Nach einigen Verbesserungen an den Wagen und der Verlängerung von drei Strecken verfügte die Straßenbahn 1928 über insgesamt zehn Linien mit einer Gesamtlänge von 83,1 Kilometern.

### Vereinigte Städtebahn
Bereits 1904 gab es Bestrebungen, die Städte Dülken, München-Gladbach, Süchteln und Viersen durch eine gemeinsame Straßenbahn zu verbinden. Diese Gemeinden gründeten 1906 schließlich die Vereinigte Städtebahn, kurz VSB. Die Stadt München-Gladbach war mit 55 Prozent, Viersen mit 24 Prozent, Dülken mit 13 Prozent und Süchteln mit 8 Prozent an der Gesellschaft beteiligt. Es wurden folgende Strecken in Betrieb genommen:
| Eröffnungsdatum | Strecke                                                                          | Länge    |
| --------------- | -------------------------------------------------------------------------------- | -------- |
| 30. Okt. 1906   | M. Gladbach Markt – Viersener Straße – Wegweiser – Viersen Augustaplatz – Dülken | 13,02 km |
| 21. März 1907   | Viersen Alter Markt – Süchteln                                                   | 3,72 km  |
| 22. März 1907   | Viersen Hauptstraße – Viersen Hauptbahnhof                                       | 0,30 km  |

Weitere Planungen wurden nicht realisiert. Durch die geschickte Anordnung von elf Ausweichstellen konnte die Strecke zwischen Viersen und München-Gladbach im 10-Minuten-Takt befahren werden. Die Äste wurden sonntags im 20-Minuten- und werktags 30-Minuten-Takt befahren.
In den folgenden Jahren kam es nur zu Instandhaltungsmaßnahmen des Wagen- und Streckenmaterials. So konnte ab dem 15. Mai 1939 die Reisezeit zwischen Viersen und München Gladbach von 40 auf 30 Minuten gesenkt werden.
Nach dem Krieg führte die eingleisige Führung in Seitenlage dazu, dass die Bahn immer mehr an Bedeutung verlor. So beschloss der Rat der Stadt Viersen am 14. Januar 1955 die Stilllegung der Straßenbahn. Am 1. August 1955 fuhren die letzten Wagen nach Süchteln und Dülken und am 6. September 1959 die letzte Bahn in Richtung München Gladbach.

### Städtische Straßenbahn Gladbach-Rheydt
Am 1. September 1929 wurde die Stadt Rheydt mit der Stadt München-Gladbach zur Stadt Gladbach-Rheydt vereint. Am selben Tag fand auch die Vereinigung der beiden Straßenbahnbetriebe zur Städtischen Straßenbahn Gladbach-Rheydt statt. Gleichzeitig erhielt auch das Streckennetz eine einheitliche neue Nummerierung:
| Linie | Verlauf                                                   | Takt in Minuten          | Fahrzeit in Minuten |
| ----- | --------------------------------------------------------- | ------------------------ | ------------------- |
| 1     | Kaiser-Friedrich-Halle – Rheydt Marienplatz – Odenkirchen | 15                       | 39                  |
| 2     | Kaiser-Friedrich-Halle – Rheydt Marienplatz               | 5 (zusammen mit Linie 1) | 19                  |
| 3     | Eicken – Poeth (– Waldniel)                               | 10/30(/60)               | 67                  |
| 4     | Giesenkirchen – Rheydt (– Rheindahlen)                    | 15(/30)                  | 47                  |
| 5     | Rundbahn                                                  | 10                       | 28                  |
| 6     | Rheydt Marienplatz – Wickrathberg                         | 15/30                    | 26                  |
| 7     | (Neersen Bahnhof –) E-Werk – Holt (– Rheindahlen)         | 10(/20)                  | 52                  |
| 8     | M. Gladbach Bahnhof – Volksgarten                         | 30                       | 10                  |
| 9     | Lürrip – Wasserturm (– Süchteln)                          | 10(/20)                  | 68                  |
| 10    | Wasserturm – Windberg                                     | 10/20                    | 4                   |
| 11    | Dülken – Viersen Bahnhof                                  | 20                       | 27                  |
| 14    | M. Gladbach Hbf – Krefeld                                 | 60                       | 61                  |

1930 bedienten die Straßenbahnen ein Netz mit einer Streckenlänge von 66,92 Kilometern und legten mit 56 Trieb- und 36 Beiwagen jährlich rund 5,6 Millionen Wagenkilometer zurück. Im Jahr 1930 lebten rund 235.000 Einwohner im Einzugsgebiet und es wurden rund 18,8 Millionen Passagiere befördert.
Die Gemeinschaft zwischen beiden Straßenbahnbetrieben blieb auch über die Trennung der beiden Städte am 1. August 1933 hinaus bestehen. Bis zum 1. August 1936 waren beide Betriebe an einem Zweckverband beteiligt, den die Bahn leitete. Danach gingen sie getrennte Wege.

### Stadtwerke Mönchengladbach 1936–1969
Nach der Trennung 1936 hatte die Straßenbahn im damaligen München Gladbach (die Schreibweise Mönchengladbach ist erst seit 1960 amtlich) gegenüber der in Rheydt den Vorteil, ein recht gut ausgebautes Netz mit zahlreichen zweigleisigen Abschnitten sowie einen modernen Wagenpark zu besitzen. 1943 wurde trotz kriegsbedingter Unterbrechungen mit 42.876.394 beförderten Personen der absolute Höchststand in München Gladbach erzielt. Am 10. und 19. September 1944 zerstörten Luftangriffe weite Teile des Straßenbahnnetzes und der Verkehr musste eingestellt werden. Erst am 13. August 1945 konnte der Personenverkehr wieder aufgenommen werden und Ende 1946 waren 59,2 der 61,2 Kilometer aus der Vorkriegszeit wieder in Betrieb. Das letzte Teilstück konnte am 1. Juni 1949 wieder befahren werden. Im Nachkriegsdeutschland litt allerdings das Wagenmaterial sehr, insofern etliche Wagen ihrer hölzernen Aufbauten beraubt wurden, da Holz Mangelware war. Auch zahlreiche Glühlampen waren gestohlen worden. Zum Ersatz für die im Krieg verloren gegangenen Wagen kaufte die Bahn gebrauchte Wagen der Buurtspoorweg Maatschappij Utrecht auf.
Am 7. März 1954 wurde der Verkehr zwischen Krefeld und München Gladbach eingestellt, da die Deutsche Bundesbahn die Strecke in nur 30 Minuten zurücklegte, während die Straßenbahn eine Stunde benötigte. Am 21. März 1955 folgte die Rundlinie 5 und am 2. September Teile der Linie 3.
1957 beschafften die Stadtwerke sechs Duewag-Großraumwagen als Zweirichtungsfahrzeuge, die mit den Nummern 25–30 in den Wagenpark eingereiht wurden. In den Jahren 1958 und 1959 folgten neun sechsachsige Duewag-Gelenkwagen GT6, die die Nummern 31–39 erhielten und ebenfalls Zweirichtungsfahrzeuge waren.
Anfang 1959 bestanden insgesamt noch sieben Linien:
| Linie | Verlauf                                      | Fahrzeit in Minuten | Takt in Minuten | Streckenlänge |
| ----- | -------------------------------------------- | ------------------- | --------------- | ------------- |
| 1     | Kaiser-Friedrich-Halle – Rheydt Hauptbahnhof | 16                  | 20              | 4,767         |
| 2     | (Eicken –) Am Buer – Rheydt Hauptbahnhof     | (22) 16             | 20              | 6,301         |
| 3     | Eicken – Beltinghoven                        | 24                  | 20              | 6,565         |
| 7     | Am Buer – Geroplatz – Rheindahlen            | 31                  | 20              | 10,65         |
| 9     | (Rennbahn –) Damm – Viersen                  | 44                  | 20              | 9,197         |
| 10    | Neuwerk – Windberg                           | 18                  | 20              | k. A.         |
| 17    | Lürrip – Alter Markt – Holt (– Rheindahlen)  | 24 (37)             | 20              | 10,828        |

Am 6. September 1959 wurde die Linie 9 eingestellt. Nachdem 1960 ein Gutachten den vollständigen Ersatz der Straßenbahn durch den Omnibus vorgeschlagen hatte, stellte man nach und nach alle Linien ein. Teile der Linie 7 und die komplette Linie 17 stellte man am 15. Januar 1961 ein, Linie 10 am 31. Mai 1964 und Linie 3 am 22. Mai 1966. Damit ging ein deutlich geringerer Fahrzeugbedarf einher, so dass vier Duewag-Großraumwagen im selben Jahr an die ASEAG für die Straßenbahn Aachen verkauft wurden. Am 5. Oktober 1968 endete die Erlaubnis der Stadt Rheydt für den Betrieb der Linien 1 und 2, so dass man sie auch einstellte und die verbliebenen Großraumwagen mit den Nummern 26 und 30 sowie erste Gelenkwagen ebenfalls nach Aachen verkaufte. Als letztes folgte das übrig gebliebene Teilstück der Linie 7 am 15. März 1969 zwischen Holt und Lürrip. Die verbliebenen Gelenkwagen wurden im selben Jahr an andere Betriebe verkauft, so dass die Wagen 31–35 im Anschluss in Aachen und die Wagen 36–39 bei den Vestischen Straßenbahnen im Einsatz waren.

## Busverkehr
Nachdem aufgrund der schwierigen wirtschaftlichen Verhältnisse nach dem Ersten Weltkrieg Planungen für eine Schnellstraßenbahn von München-Gladbach nach Düsseldorf nicht realisiert werden konnten, gründete die Stadt München-Gladbach im Jahr 1924 gemeinsam mit den Städten Remscheid und Solingen die Rheinische Kraftwagenbetriebsgesellschaft. Noch im Gründungsjahr nahm die Gesellschaft die Linie München-Gladbach – Heinsberg in Betrieb, im Folgejahr dann Linien nach Düsseldorf, Kempen und Roermond. Bereits 1930 ging die Gesellschaft allerdings in Konkurs und die Stadt übernahm die Busse und die Linienkonzessionen. In den 1930er Jahren baute München Gladbach dann sein Busnetz weiter aus, bereits 1936 hatte das Busnetz der Stadt eine Länge von 177 Kilometern.
Nachdem der Busbetrieb im Krieg erheblich eingeschränkt worden war, konnten die Stadtwerke bereits 1946 wieder alle wichtigen Linien bedienen. In den 1950er Jahren wurde das Netz weiter ausgebaut. 1957 nahmen die Stadtwerke einen neuen Busbetriebshof an der Erftstraße in Betrieb. Bis 1969 übernahm der Bus schließlich alle Straßenbahnlinien.
Seit 1993 wurde der Busverkehr von den Stadtwerken Mönchengladbach und dem Nachfolgeunternehmen Niederrheinische Versorgung und Verkehr (NVV AG) bzw. deren Tochter NVV mobil und aktiv unter dem Markennamen MöBus betrieben.